# Sasia ochracea
El  carpinterito cejiblanco (Sasia ochracea), también conocido como carpinterito de cejas blancas, es una especie de ave piciforme de la familia Picidae. Es un ave terrestre, originaria de Asia.  Incluye a tres subespecies reconocidas.

## Distribución y hábitat
Es nativo de Bangladés, Bután, Camboya, el norte de la India, el sur de China, Laos, Birmania, Nepal, Tailandia y Vietnam. Su hábitat natural se compone de bosque templado y bosque montano húmedo subtropical o tropical.

## Subespecies
Se reconocen las siguientes subespecies:
- Sasia ochracea ochracea Hodgson, 1837
- Sasia ochracea reichenowi Hesse, 1911
- Sasia ochracea kinneari Stresemann, 1929